# بيتر جاكسون (مصمم أزياء)
بيتر جاكسون (بالإنجليزية: Peter Jackson)‏ هو مصمم أزياء أسترالي، ولد في 27 يناير 1928، وتوفي في 1 أغسطس 2008 بسبب سرطان البروستاتا.